# Mimosa egregia
Mimosa egregia är en ärtväxtart som beskrevs av Noel Yvri Sandwith. Mimosa egregia ingår i släktet mimosor, och familjen ärtväxter. Inga underarter finns listade i Catalogue of Life.